# Kap St. Charles
Das Kap St. Charles (engl. Cape St. Charles, frz. Cap St. Charles; auch Elijah Point) ist ein Kap und eine Landzunge an der Ostküste von Labrador in Kanada, zwischen der Belle-Isle-Straße im Süden und der Labradorsee im Norden. Es bildet den östlichsten Punkt des nordamerikanischen Festlandes.
Es befindet sich am Ende einer etwa 12 km langen Halbinsel 15,5 km östlich der Kommune Lodge Bay an der Mündung des Saint Charles River, von der ein Weg zum Kap führt. Von der Gemeinde Mary’s Harbour sind es über Lodge Bay (anfangs auf der Route 510) ca. 23,5 km zum Kap. 300 Meter westnordwestlich des Kaps, an der Nordseite der Halbinsel, liegt die kleine verlassene Fischereisiedlung Cape Charles mit knapp 50 Häusern und ehemals 90 Einwohnern, davon ein Viertel auf der vorgelagerten 930 m langen Insel Wall Island. Hier endet der Weg; es gibt Fährverbindungen zum 17 km nordwestlich gelegenen Mary’s Harbour und nach Pitts Harbour 29 km südwestlich; bis Wall Island sind es etwa 80 Meter. Am Fährableger steht ein weiteres Viertel der Häuser, vier etwa 400 m östlich und der Rest einen Kilometer östlich der Fähre an einer Bucht im St. Charles Harbour. Einige hundert Meter vor der Küste im Harbour liegen Tilcey Island und Fox Island, ähnlich groß wie Wall Island. 2,3 km nördlich liegt Battle Island mit dem ehemals wichtigen Fischereiort Battle Harbour. Dem Kap im Osten zwei Kilometer vorgelagert ist Gull Island. Das gesamte Gebiet ist felsig; es gibt viele weitere Inseln in der Nähe.
Am 27. März 2003 wurde das Pye House in Cape Charles, das älteste und letzte Gebäude des Ortes aus dem 19. Jahrhundert, von der Heritage Foundation of Newfoundland and Labrador als „Registered Heritage Structure“ ausgezeichnet. Obwohl viele Inseln, etwa Neufundland und Grönland, sowie Südamerika noch weiter nach Osten reichen, markiert das Kap St. Charles des östlichsten Punkt des kanadischen und nordamerikanischen Festlandes, da es etwa 350 m weiter in den Atlantik hineinragt als eine Halbinsel 26 km nördlich. Bis Irland im Osten sind es knapp unter 3000 Kilometer.